# Марченко Вероніка Сергіївна
Вероніка Сергіївна Ма́рченко (нар. 3 квітня 1993) — українська лучниця. Чемпіонка Європи 2016 в індивідуальному та командному заліку,Чемпіонка Європи 2017 в особистому заліку. Заслужений майстер спорту України.
Закінчила Львівський державний університет фізичної культури.

## Спортивні досягнення
У вересні 2015-го в складі команди на змаганнях у Ріо-де-Жанейро посіла другу позицію.
29 травня 2016 року у британському місті Ноттінгем у складі збірної України зі стрільби із класичного лука (жіночі збірні) стала чемпіонкою Європи — разом із Анастасією Павловою та Лідією Січеніковою
У 2017 році посіла третє місце на Кубку світу у м. Берлін 
У 2018 році посіла третє місце на Чемпіонаті  світу серед військовослужбовців у м.Тегеран 
Визнана найкращою спортсменкою України травня 2016 року.
На олімпійських іграх 2016 посіла 17 позицію.
11 березня на чемпіонаті Європі у Віттєлі разом з Анастасією Павловою та Лідією Січеніковою посіли 3 місце. В особистому заліку стала першою.
19 лютого 2022 року жіноча збірна України (у складі Вероніки Марченко, Анастасії Павлової та Поліни Родіонової) виборола золоту нагороду чемпіонату Європи зі стрільби з лука в приміщенні, що відбувався у словенському Лашко.